# The Essential Elvis Presley
The Essential Elvis Presley es un álbum de grandes éxitos del músico estadounidense Elvis Presley. El álbum fue publicado como un conjunto de dos discos el 2 de enero de 2007 por RCA Records como parte de la serie The Essential de Sony BMG.
En los Países Bajos, el álbum fue lanzado como The Dutch Collection, que encabezó la lista de álbumes en ese país, mientras que The Essential Elvis Presley encabezó la lista de álbumes en Suecia. Aunque no tuvo tanto éxito como otros lanzamientos de la serie The Essential, el álbum fue certificado en varios países, incluida una certificación de disco de platino en los Estados Unidos.

## Lista de canciones

### Disco uno
1. «That's All Right» – 1:56
2. «Baby Let's Play House» – 2:16
3. «Mystery Train» – 2:28
4. «Heartbreak Hotel» – 2:10
5. «I Was the One» – 2:32
6. «Blue Suede Shoes» – 2:00
7. «Hound Dog» – 2:17
8. «Don't Be Cruel» – 2:03
9. «Love Me Tender» – 2:43
10. «All Shook Up» – 1:58
11. «(There'll Be) Peace in the Valley (For Me)» – 3:22
12. «Jailhouse Rock» – 2:35
13. «Trouble» – 2:17
14. «Fever» – 3:33
15. «It's Now or Never» – 3:15
16. «Reconsider Baby» – 3:43
17. «Are You Lonesome Tonight?» – 3:07
18. «Little Sister» – 2:31
19. «Follow That Dream» – 1:37
20. «Can't Help Falling in Love» – 2:58

### Disco dos
1. «Return to Sender» – 2:09
2. «Devil in Disguise» – 2:20
3. «Viva Las Vegas» – 2:06
4. «Bossa Nova Baby» – 2:24
5. «Big Boss Man» – 2:52
6. «A Little Less Conversation» – 2:13
7. «If I Can Dream» – 3:10
8. «Memories» – 3:06
9. «In the Ghetto» – 2:58
10. «Suspicious Minds» – 4:31
11. «Don't Cry Daddy» – 2:47
12. «Kentucky Rain» – 3:18
13. «Polk Salad Annie» – 4:48
14. «The Wonder of You» – 2:34
15. «I Just Can't Help Believing» – 4:39
16. «Burning Love» – 2:57
17. «Always on My Mind» – 3:38
18. «Steamroller Blues» – 3:07
19. «Hurt» – 2:08
20. «Moody Blue» – 2:49

## Posicionamiento

### Gráfica semanal
| Gráfica (2007–2021)                           | Pico de posición |
| --------------------------------------------- | ---------------- |
| Australia (ARIA Charts)                       | 33               |
| Bélgica (Flandes) (Ultratop 200 Albums)       | 2                |
| Bélgica (Valonia) (Ultratop 200 Albums)       | 2                |
| Dinamarca (Hitlisten)                         | 40               |
| España (PROMUSICAE)                           | 98               |
| Estados Unidos (Billboard 200)                | 42               |
| Estados Unidos (Billboard Top Country Albums) | 11               |
| Estados Unidos (Billboard Top Rock Albums)    | 14               |
| Finlandia (Suomen virallinen lista)           | 11               |
| Francia (SNEP)                                | 172              |
| México (AMPROFON)                             | 92               |
| Noruega (VG-lista)                            | 35               |
| Países Bajos (Album Top 100)                  | 1                |
| Suecia (Sverigetopplistan)                    | 1                |
| Suiza (Schweizer Hitparade)                   | 15               |

## Certificaciones y ventas
| País                  | Certificación | Ventas    |
| --------------------- | ------------- | --------- |
| Australia (ARIA)      | 2× Platino    | 140,000   |
| Bélgica (BEA)         | Oro           | 25,000    |
| Estados Unidos (RIAA) | Platino       | 1,000,000 |
| Reino Unido (BPI)     | Plata         | 60,000    |
| Suecia (GLF)          | Oro           | 20,000    |